# Amleto e il suo Clown
Amleto e il suo Clown er en italiensk stumfilm fra 1920 af Carmine Gallone.

## Medvirkende
- Soava Gallone som Alessandra di Tranda
- Elisa Severi som Sua madre
- Maurice De Grunewald
- Angelo Gallina
- Tatiana Gorka
- Luciano Molinari som Frere Ivre
- Renato Piacentini
- Umberto Zanuccoli